# Murvica
Murvica est un village de la municipalité de Poličnik (Comitat de Zadar) en Croatie. Au recensement de 2011, le village comptait 701 habitants.